# William Joyce

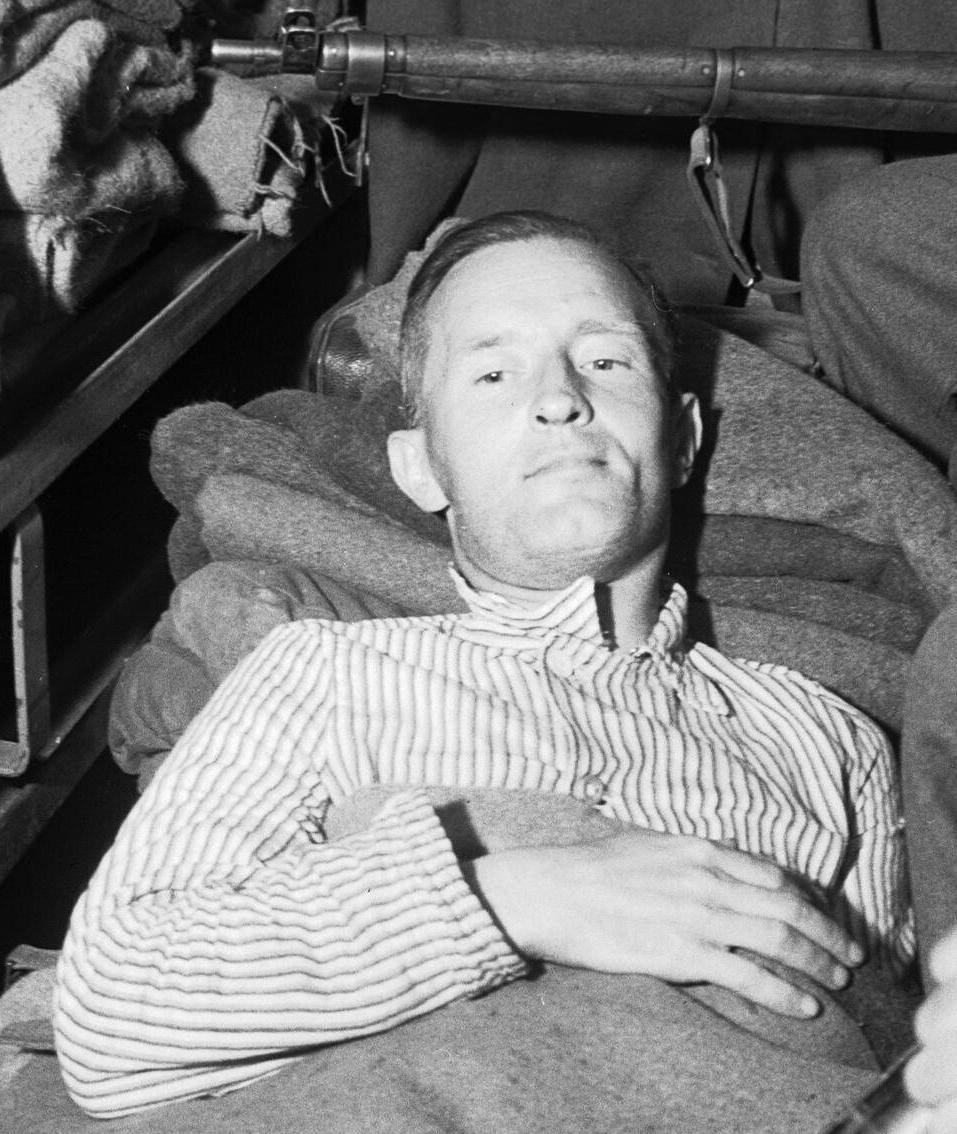
William Joyce als Kriegsgefangener im Jahr 1945

William Joyce alias Lord Haw-Haw (* 24. April 1906 in Brooklyn, NY; † 3. Januar 1946 in Wandsworth) war ein irisch-US-amerikanischer faschistischer Politiker und während des Zweiten Weltkrieges ein Propaganda-Rundfunksprecher der Nationalsozialisten. Er wurde nach Kriegsende von den Briten wegen Hochverrats angeklagt und hingerichtet: Als Inhaber eines britischen Passes habe er dem britischen Staat Treue geschuldet – jedoch hatte er sich das Ausweispapier mit falschen Angaben erschwindelt.

## Leben

### Jugend
Joyce wurde als Kind eines irischen, katholischen Vaters und einer englischen, anglikanischen Mutter geboren. Ein paar Jahre nach seiner Geburt kehrte seine Familie nach Galway in Irland zurück, wo er von 1915 bis 1921 das St.-Ignatius-College besuchte. Für irische Katholiken ungewöhnlich, waren William Joyce und sein Vater überzeugte Unionisten. William Joyce behauptete später, die Black-and-Tans unterstützt zu haben und deswegen von der IRA bedroht worden zu sein. Aus Angst vor Rache zog die Familie Joyce nach der Gründung des Irischen Freistaates nach London. Hier bewarb sich William Joyce am Birkbeck College der Universität von London und später für den Eintritt ins Officer Training Corps. Auf dem College entwickelte Joyce sein Interesse für den Faschismus und trat den British Fascisti von Rotha Lintorn-Orman bei.
Als er 1924 bei einer Veranstaltung der Konservativen Partei bediente, wurde er mit einem Rasiermesser angegriffen und erlitt einen tiefen Schnitt über seine rechte Wange vom Ohrläppchen bis zum Mundwinkel, der eine bleibende Narbe hinterließ. Joyce war überzeugt, dass sein Angreifer ein „jüdischer Kommunist“ gewesen sei und dieser Zwischenfall prägte seine Weltanschauung nachdrücklich. Seine Frau jedoch beharrte darauf, dass eine irische Frau ihn angegriffen hatte.

### British Union of Fascists
Im Jahr 1932 schloss er sich Oswald Mosleys British Union of Fascists an und stieg als begabter Redner rasch zu einem ihrer Wortführer auf. Der Journalist und Romanautor Cecil Roberts beschreibt eine Rede von William Joyce folgendermaßen:

„Dünn, bleich und heftig, er hatte noch nicht viele Minuten gesprochen, als wir schon elektrisiert waren von diesem Mann, … so mitreißend in seiner Dynamik, so offensiv, von so ätzender Schärfe.“

1934 stieg Joyce zum Propagandabeauftragten der BUF auf und wurde später zu Mosleys Stellvertreter ernannt. Neben seiner Reputation als Redner erwarb sich Joyce auch den Ruf eines Krawallmachers. Seine aggressive Rhetorik und die Bereitschaft, auch physisch gegen seine Gegner vorzugehen, trugen sicherlich dazu bei, die durchaus vorhandene Sympathie der Briten für den Faschismus zu dämpfen.
Bei einer BUF-Versammlung im Londoner Ausstellungszentrum Olympia mit 30.000 Teilnehmern kam es zu blutigen Ausschreitungen zwischen 500 in den Saal gelangten Antifaschisten und 1000 Schwarz-Hemd-Ordnern. In der Folge des öffentlichen Aufschreis über diese Ausschreitungen setzte sich Joyce an die Spitze des Wandels der BUF-Politik von wirtschaftlicher Wiederbelebung zum Antisemitismus.
Joyce unterstützte 1936 die Namensänderung der BUF in British Union of Fascists and National Socialists. 1937 war er Kandidat für die Wahlen zum London County Council. Mosley reduzierte jedoch kurz nach den Wahlen die Parteispitze der BUF, wobei Joyce seine Position verlor. Daher formierte Joyce eine Splitterorganisation, die National Socialist League.
Anders als Joyce war Mosley nie ein ausgewiesener Antisemit, sondern zog es vor, lediglich anti-jüdische Gefühle als zweckdienliches politisches Werkzeug zu nutzen. Nach 1937 wandte sich seine Partei vom Antisemitismus ab, hin zum Anti-Kriegs-Aktivismus. Obwohl Joyce seit 1933 stellvertretender Parteichef der BUF und ein einflussreicher Redner gewesen war, verleugnete ihn Mosley in seiner Autobiographie und prangerte ihn aufgrund seiner Tätigkeit im Krieg als Verräter an.

### Joyce alias Lord Haw Haw
Als sich im Sommer 1939 die Lage auf dem europäischen Kontinent zuspitzte, floh Joyce mit seiner Frau Margaret nach Deutschland. Er hatte (möglicherweise von Maxwell Knight vom MI5) den Hinweis erhalten, dass die britischen Behörden ihn nach der Defence Regulation 18B internieren wollten. In Deutschland fand er bald Anstellung in Joseph Goebbels’ Propagandaministerium und wurde Sprecher des Programms Germany Calling. Produziert wurde das Programm bis 1943 in Berlin, danach in Stuttgart und gesendet wurde über den Reichssender Hamburg. 1940 wurde Joyce durch Naturalisation deutscher Staatsbürger.
Der Name ‚Lord Haw-Haw von Zeesen‘ wurde 1939 von dem pseudonymen Daily Express-Radio-Kritiker Jonah Barrington geprägt, bezog sich anfangs aber auf Wolf Mittler oder möglicherweise Norman Baillie-Stewart. Als Joyce der bekannteste Propaganda-Rundfunksprecher geworden war, ging der Spitzname auf ihn über.
Joyce’ Sendungen wurden in der britischen Öffentlichkeit sehr populär: Zeitweise hörten mehr als sechs Millionen Engländer seine Sendungen, auch weil die Namen von britischen Kriegsgefangenen in Deutschland und deren Briefe verlesen sowie Kurzinterviews eingespielt wurden, kurz: alles, was die Familien der Soldaten zu Hause brennend interessierte. Sie begannen immer mit den Worten „Germany calling, Germany calling“, aber aufgrund von Joyce’ nasaler Aussprache klang es stets wie „Jairmany calling, Jairmany calling“. Die Sendungen drängten das britische Volk zur Aufgabe und waren bekannt für ihren höhnischen, sarkastischen und bedrohlichen Tonfall. Die britische Moral untergruben sie nicht, viele ärgerten sich über Joyce oder spotteten über ihn. Andererseits hörten Briten, vor allem aus den unteren Schichten, auch gern den professionell gemachten Spott über ihre Obrigkeit.
Joyce’ letzte Sendung wurde am 30. April 1945 ausgestrahlt. Hörbar betrunken beschimpfte er Großbritannien für seine Rolle bei der bevorstehenden Niederlage Deutschlands und warnte, dass der Krieg Britannien nun arm und unfruchtbar zurücklassen würde. Er schloss mit den letzten trotzigen Worten: „Es lebe Deutschland! Heil Hitler and farewell!“
Neben seinen Rundfunksendungen gehörte auch die Verbreitung von Propaganda unter den britischen Kriegsgefangenen zu Joyce' Pflichten. Er versuchte, sie für das British Free Corps, einen Zweig der Waffen-SS, zu rekrutieren. Er schrieb außerdem ein Buch, Twilight over England, das vom deutschen Propagandaministerium gefördert wurde: Ein Werk, in dem er einen unvorteilhaften Vergleich zwischen den Übeln des angeblich jüdisch-dominierten kapitalistischen Britannien mit den Wundern des nationalsozialistischen Deutschlands zog. Adolf Hitler zeichnete Joyce für seine Sendung mit dem Kriegsverdienstkreuz Erster und Zweiter Klasse aus.
Das RSHA setzte Joyce im Winter 1941/42 zu Vorlesungen an der Universität Berlin nur für SS-Angehörige ein.

### Gefangennahme durch die Briten, Urteil und Hinrichtung
In den letzten Kriegstagen flüchtete Joyce über die sogenannte Rattenlinie Nord nach Flensburg und tauchte mit gefälschten Papieren als Wilhelm Hansen unter. Ende Mai 1945 wurden er und seine Frau von Einheiten der 2. britischen Armee zufällig in Kupfermühle gefasst. Er sollte sich ausweisen und griff deswegen in die Tasche; einer der Soldaten glaubte, er wolle eine Waffe ziehen und schoss ihn an. Dieser britische Soldat (Geoffrey Perry, geboren als Horst Pinschewer) hatte als Jude aus Deutschland fliehen müssen. Er verhaftete nun den irisch-amerikanischen Radiosprecher, der vorgegeben hatte, ein Brite zu sein, und dann Deutscher geworden war.
Man brachte Joyce nach England und machte ihm den Prozess. Dabei wurde ihm „Förderung und Unterstützung der Feinde des Königs“ durch Ausstrahlung von Propaganda an dessen Untertanen sowie durch Anstreben der Naturalisation als Deutscher vorgeworfen.
Joyce brachte zu seiner Verteidigung vor, dass seine Beweggründe für die Sendungen patriotischer Natur gewesen seien: Sein Ziel sei eine antikommunistische Allianz zwischen Deutschland und Großbritannien gewesen.
Im Zuge der Verhandlung wurde entdeckt, dass Joyce nicht britischer, sondern US-amerikanischer Staatsbürger war, er als Nicht-Staatsbürger somit überhaupt nicht des Hochverrats angeklagt werden konnte. Der Generalstaatsanwalt, Sir Hartley Shawcross, argumentierte dagegen erfolgreich mit folgender Begründung: Joyce hatte mit falscher Angabe seiner Staatsangehörigkeit einen britischen Reisepass erhalten, der im Juli 1940 abgelaufen war. Während dessen Gültigkeit habe dieser ihm britischen diplomatischen Schutz gewährt, daher habe Joyce in dieser Zeit dem König Treue geschuldet.
Joyce wurde zum Tode durch den Strang verurteilt. Der Court of Appeal und das House of Lords bestätigten das Urteil. Am 3. Januar 1946 wurde es im Gefängnis von Wandsworth durch den Henker Albert Pierrepoint vollstreckt. Joyce war der vorletzte Mann, der im Vereinigten Königreich für ein anderes Verbrechen als Mord hingerichtet wurde (am Tag darauf wurde Theodore Schurch im Pentonville-Gefängnis wegen Spionage exekutiert). In der Geschichte des britischen Strafrechts war dies außerdem der letzte Fall, in dem ein Mensch wegen Hochverrats zum Tode verurteilt wurde.
Der Historiker Alan J. P. Taylor merkte dazu an: „Im Endeffekt wurde Joyce hingerichtet wegen einer Falschaussage vor der Passbehörde, ein Vergehen, das normalerweise schlichte zwei Pfund Bußgeld kostet.“

## Margaret Joyce alias Lady Haw Haw
Joyce heiratete 1937 in zweiter Ehe die 1901 in Old Trafford, Manchester, geborene Margaret White. Sie wurde stellvertretende Kassenwartin in seiner kurzlebigen National Socialist League und floh mit ihm Ende August 1939 kurz vor der Kriegserklärung nach Deutschland, wo sie zusammen mit ihm 1940 durch Naturalisation deutsche Staatsbürgerin wurde. Von November 1940 (nach anderen Quellen Oktober 1939) machte sie regelmäßige Radiopropagandasendungen, die an Frauen im Vereinigten Königreich gerichtet waren. Sie propagierte die angeblich sehr viel bessere allgemeine Versorgungslage in Deutschland verglichen mit der ‚ärmlichen‘ im Vereinigten Königreich und eine bessere Sozialversorgung. Bekannt wurde sie erst als ‚Lady Haw-Haw‘ und von Dezember 1942 unter ihrem eigenen Namen.
In seiner Biographie von William und Margaret Joyce schreibt der britische Autor und Journalist Nigel Farndale nach Sichtung von Dokumenten, die zwischen 2000 und 2005 zum ersten Mal öffentlich gemacht wurden, dass die britische Justiz auch eine Anklage gegen Margaret erwog.
MI5 verfügte über zumindest 500 Radiomitschnitte und Lohnabzüge für über 33000 Reichsmark, und Margaret, anders als ihr irisch-US-amerikanischer Ehemann, war englisch „wie warmes Bier.“ Es gab aber offenbar eine Vereinbarung zwischen der Anklage und Joyce, nach der Joyce nichts über seine Verbindungen zu MI5 erzählen werde und dass im Gegenzug seine Frau nicht angeklagt werde. So geschah es auch: zwei Tage nach Joyce' Hinrichtung wurde sie aus der Haft entlassen, mit einem Militärflugzeug von London nach Brüssel geflogen und nachdem sie während des Krieges die deutsche Staatsbürgerschaft angenommen hatte, in die britische Besatzungszone in Deutschland abgeschoben.
Farndale schreibt: „So wurde also der US-amerikanische Ehemann als Engländer gehängt, und seine gleichermaßen schuldige englische Ehefrau als Deutsche freigelassen.“
Von den 32 britischen Überläufern und Propagandisten, die gleich nach dem Krieg in Deutschland aufgegriffen wurden, war sie die einzige, die nicht wegen Verrats angeklagt wurde, obwohl sie als ‚Fall No. 9‘ bei MI5 geführt wurde. Ende 1947 tauchte sie wieder in den Akten von MI5 und des Foreign Office auf, und es wurde entschieden, dass sie wieder zurückkehren dürfe, diesmal als Britin; wann genau sie heimkehrte, ist ungeklärt. Margaret Joyce starb 1972 in Soho (London), Meldungen zufolge an Alkoholmissbrauch.

## Weitere Familie
William Joyce hatte zwei Töchter mit seiner ersten Frau Hazel, die dann Oswald Mosleys Leibwächter Eric Piercey heiratete. Eine von ihnen, Heather Landolo, ließ ihren Vater 1976 von seiner unmarkierten Grabstelle im Hof des Wandsworth Gefängnisses auf den New Cemetery in Bohermore, County Galway, Irland umbetten.

## Literarische Verarbeitungen
Das Leben von William Joyce war Vorbild für Kurt Vonneguts Figur Howard W. Campbell in seinen Romanen Mother Night und Slaughterhouse Five.
In dem 2023 erschienenen Roman „Mr. Goebbels Jazz Band“ des Schweizer Autors Demian Lienhard ist William Joyce eine der Hauptfiguren. Sein darin geschilderter Lebenslauf und die Geschichte der Swing Band „Charlie and His Orchestra“, die das NS-Regime für seine von Joyce moderierten englischsprachigen Propagandasendungen einsetzte, beruhen im Wesentlichen auf Tatsachen.

## Schriften

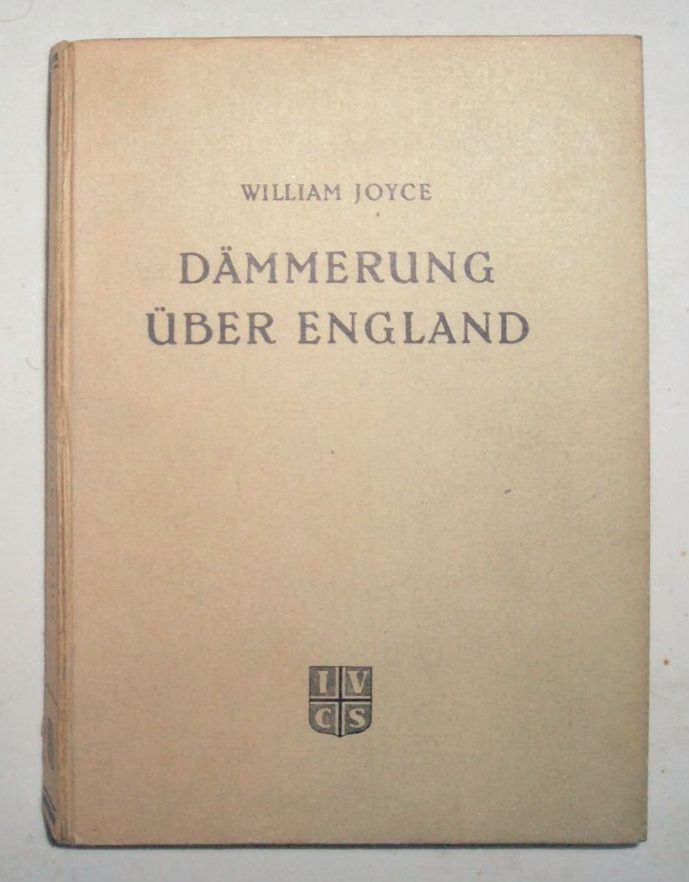
Dämmerung über England. 3. Auflage. 1942

- William Joyce: Dämmerung über England. Internationaler Verlag Cesare Santoro, Berlin 1940.
  - Englisch: Twilight over England. Internationaler Verlag Cesare Santoro, Berlin 1940 (Digitalisat). Neuausgabe: Twilight over England. Mit einer Einleitung von Terry Charman. Imperial War Museum, London 1992, ISBN 0-901627-72-0.

## Hörspiele
- Robert Neumann: Lord Haw Haw. Der Mann, der Goebbels’ Goebbels sein wollte [Radiofeature über William Joyce]; kein Hinweis auf Realisierung. Manuskript-Konzept im Nachlass in der Österreichischen Nationalbibliothek. Signatur: ONB06-000140079 bzw. Cod. Ser. n. 20968 (o. J.).
- Mechthild Müser: Charlie and His Orchestra. Ein fast unbekanntes Stück nationalsozialistischer Radiogeschichte. Deutschlandfunk DLF 13. April 2008, 20.05 Uhr, 55 Minuten. Nordwestradio 25. Februar 2007, 9.05 Uhr.
- Johann Buchholz, Daniel Gerlach: Lord Haw-Haw, Hitlers englische Stimme. Ein dokumentarisches Hörspiel mit Ulrich Noethen, 2006 Random House Audio.